# Ohio (Illinois)
Ohio egy falu Bureau megyében, Illinois államban.

## Demográfiai adatok
A 2000-es népszámlálási adatok szerint Ohio lakónépessége 540 fő, a háztartások száma 219 és 146 család él a faluban. Ohio népsűrűsége 227 fő/km². A faluban 241 lakás van, minden km²-re 124,1 lakás jut. A falu lakónépességének 99,07 százaléka fehér ember, 0,37 százaléka afroamerikai, 0,37 százaléka egyéb rasszba tartozó és 0,37 százaléka két vagy több rasszba tartozik.

## Fordítás
- Ez a szócikk részben vagy egészben  az   Ohio, Illinois című angol Wikipédia-szócikk ezen változatának fordításán alapul.  Az eredeti cikk szerkesztőit annak laptörténete sorolja fel. Ez a jelzés csupán a megfogalmazás eredetét és a szerzői jogokat jelzi, nem szolgál a cikkben szereplő információk forrásmegjelöléseként.